# Мільйони Крюгера
Мільйони Крюгера — фільм режисера Еміля Нофала мовою африкаанс, поставлений у 1967 році за сценарієм Яна Перольда і Фануса Раутенбаха. Фільм — маловідомий за межами ПАР, однак у самій країні став важливою культурною подією, пісні з фільму до цього часу є популярними й виконуються різними співаками.
За своїм жанром фільм являє собою пригодницьку драму і мюзикл.

## Актори
- Леон Ле Ру — Кріс Бота
- Бренда Белл — Джоан Грей
- Хельга ван Вейк — Діна (дочка Паркера)
- Карел Тріхардт — Бен Бюргерс
- Боб Кортні — майор Тернер
- Дірк де Вилльєрс — ван дер Ліндт
- Джеральд Белламі — Паркер
- Джеймс Уайт — О'Гранді
- Майкл дю Пріз
- Джеймс Норвал — президент Пауль Крюгер
- Джордж Мур — військовий лікар
- Ге Корстен — Дю Туа, співаючий повстаненць (дебют у кіно)

## Сюжет

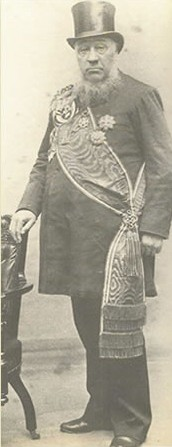
Пауль Крюгер

Фільм являє собою історичну драму на популярну в ПАР тему про зниклі «мільйони Крюгера».
Дія відбувається у розпал англо-бурської війни у 1900 році у Південній Африці. Президенту Паулю Крюгеру конче потрібні гроші для придбання зброї та амуніції, але міжнародний ринок готовий приймати тільки золоті монети. Крюгер доручає загону своїх довірених солдатів («кавалерів») впродовж 30 днів відкарбувати золоті монети з слитків. Командир «кавалерів» Кріс Бота розпочав реалізацію плану Крюгера, але його діяльність невдовзі привернула увагу англійців. Дочка британця — керівника монетного двора закохалася у Боту, але він, у свою чергу, кохає англійську медсестру. Коли монети були відкарбовані, «кавалерів» оточив великий британський загін. Їм вдалося прорватися крізь кільца завдяки військовій хитрості, але при цьому загинули деякі з героїв.